# Liste der Monuments historiques in Les Terres-de-Chaux
Die Liste der Monuments historiques in Les Terres-de-Chaux führt die Monuments historiques in der französischen Gemeinde Les Terres-de-Chaux auf.

## Liste der Immobilien
| Bezeichnung     | Beschreibung                        | Standort                                       | Kennzeichnung | Schutzstatus | Datum | Bild           |
| --------------- | ----------------------------------- | ---------------------------------------------- | ------------- | ------------ | ----- | -------------- |
| Kirche St-Léger | vermutlich ab dem 12. Jahrhundert   | Chaux-lès-Châtillon, chemin du Graverot (Lage) | PA00101729    | Inscrit      | 1936  | weitere Bilder |
| Grosse Maison   | Herrenhaus, 16. und 17. Jahrhundert | Neuvier, 3 chemin de la Cadolle (Lage)         | PA25000011    | Inscrit      | 1998  | weitere Bilder |

## Liste der Objekte
| Bezeichnung                                     | Beschreibung                                         | Standort                                           | Kennzeichnung | Schutzstatus | Datum | Bild |
| ----------------------------------------------- | ---------------------------------------------------- | -------------------------------------------------- | ------------- | ------------ | ----- | ---- |
| Reliquienbüste des heiligen Leodegar            | Silber, Bronze, vergoldet, Ende des 15. Jahrhunderts | Chaux-lès-Châtillon, in der Kirche St-Léger (Lage) | PM25000518    | Classé       | 1901  |      |
| Zwei Skulpturen: Petrus und heiliger Augustinus | Stein, farbig gefasst, Anfang des 16. Jahrhunderts   | Chaux-lès-Châtillon, in der Kirche St-Léger (Lage) | PM25000521    | Classé       | 1928  |      |
| Gemälde Rosenkranzgeheimnisse                   | Ölfarbe auf Leinwand, 1620 von Jean-Pierre Courtois  | Chaux-lès-Châtillon, in der Kirche St-Léger (Lage) | PM25000522    | Classé       | 1928  |      |
| Maria-Rosenkranz-Altar                          | Holz, bezeichnet 1630                                | Chaux-lès-Châtillon, in der Kirche St-Léger (Lage) | PM25001365    | Classé       | 1976  |      |
| Kanzel                                          | Stein, 15. Jahrhundert                               | Chaux-lès-Châtillon, in der Kirche St-Léger (Lage) | PM25000519    | Classé       | 1908  |      |
| Gemälde Madonna                                 | Ölfarbe auf Leinwand, 1620 von Jean-Pierre Courtois  | Chaux-lès-Châtillon, in der Kirche St-Léger (Lage) | PM25000520    | Classé       | 1908  |      |
| Glocke                                          | Bronze, 1779 gegossen                                | Chaux-lès-Châtillon, in der Kirche St-Léger (Lage) | PM25000523    | Classé       | 1942  |      |